# ドバイレーシングクラブ
ドバイレーシングクラブ（Dubai Racing Club）はアラブ首長国連邦・ドバイにおける競馬の競技団体である。

## 歴史
- 2005年
  - 翌年のドバイデューティーフリーとドバイシーマクラシックの賞金の増額を決定した。共に総額500万ドル、1着賞金300万ドルに増額され、これによってジャパンカップを抜いて芝の世界最高賞金額のレースとなり、ドバイミーティング全体では2125万ドルとなった。この増額と共にドバイデューティーフリーがアジアマイルチャレンジの対象レースとなる（2011年を最後に休止）。
- 2006年
  - 11月からウインターレーシングチャレンジを初開催する。スポンサーはエミレーツ航空。
- 2007年
  - 3月30日にナドアルシバ競馬場に代わり、総工費10億ドルをかけて、新たな競馬複合施設・メイダン競馬場を建設することを発表した。
- 2010年
  - メイダン競馬場が開場された。

## 主な施設
- メイダン競馬場（2010年完成）

## 主な施行競走
- マクトゥームチャレンジ（G1）
- ジェベルハッタ（G1）
- ドバイワールドカップミーティング（3月下旬）
  - ドバイカハイラクラシック（アラブG1）
  - アルクォズスプリント（G1）
  - ゴドルフィンマイル（G2）
  - UAEダービー（G2）
  - ドバイゴールデンシャヒーン（G1）
  - ドバイシーマクラシック（G1）
  - ドバイターフ（G1）
  - ドバイワールドカップ（G1）
  - ドバイゴールドカップ（G2）

## 関連人物
- サイード・H・アル-タイヤー（会長）
- フランク・ガブリエルJr.（理事長）
- マーティン・タルティー（国際部長）